# NGC 3945
NGC 3945 is een lensvormig sterrenstelsel in het sterrenbeeld Grote Beer. Het hemelobject werd op 19 maart 1790 ontdekt door de Duits-Britse astronoom William Herschel.

## Synoniemen
- UGC 6860
- MCG 10-17-96
- ZWG 292.42
- IRAS11506+6056
- PGC 37258